# Stapelia leendertziae
Stapelia leendertziae là một loài thực vật có hoa trong họ La bố ma. Loài này được N.E. Br. miêu tả khoa học đầu tiên năm 1910.

## Hình ảnh

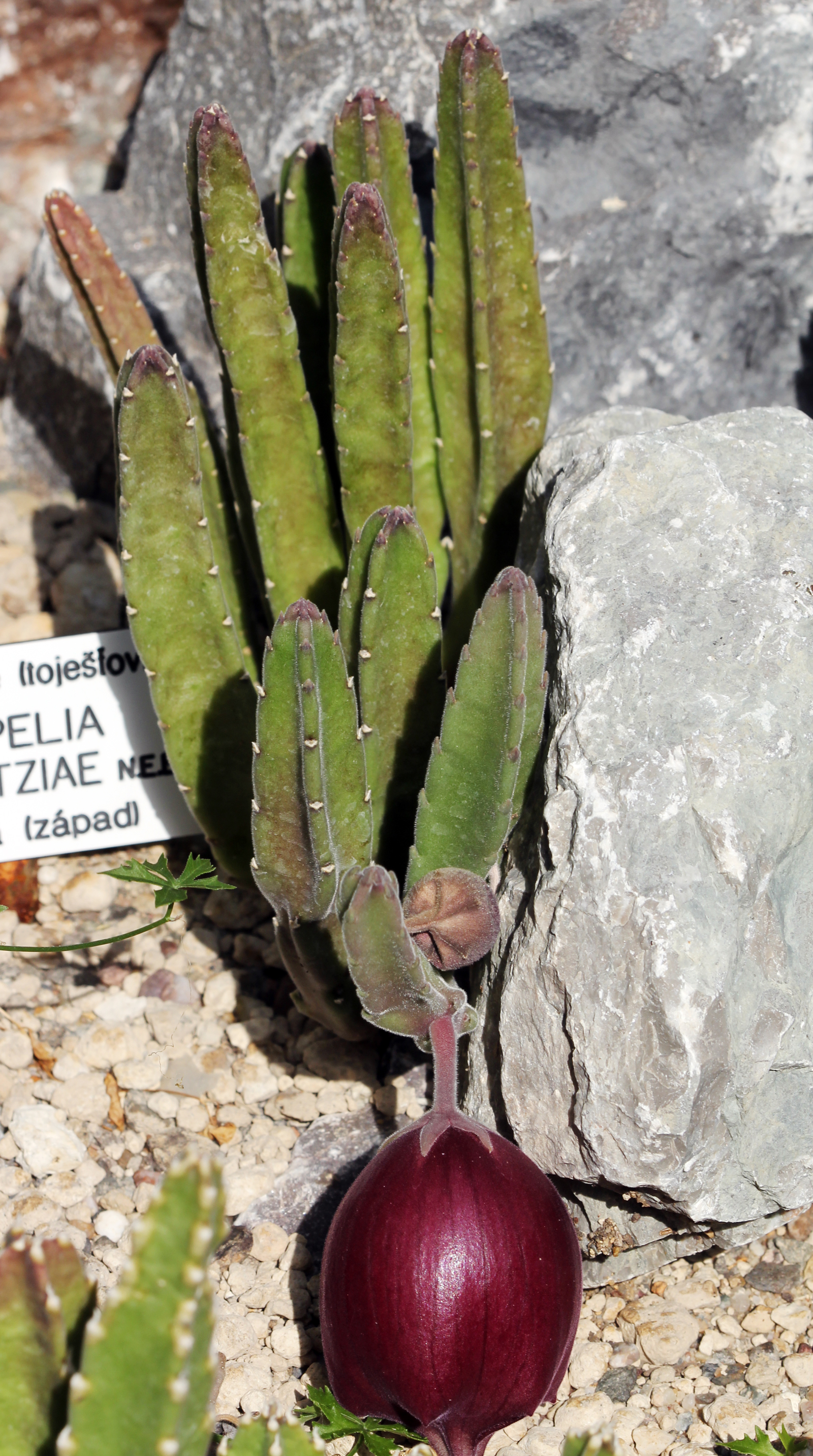
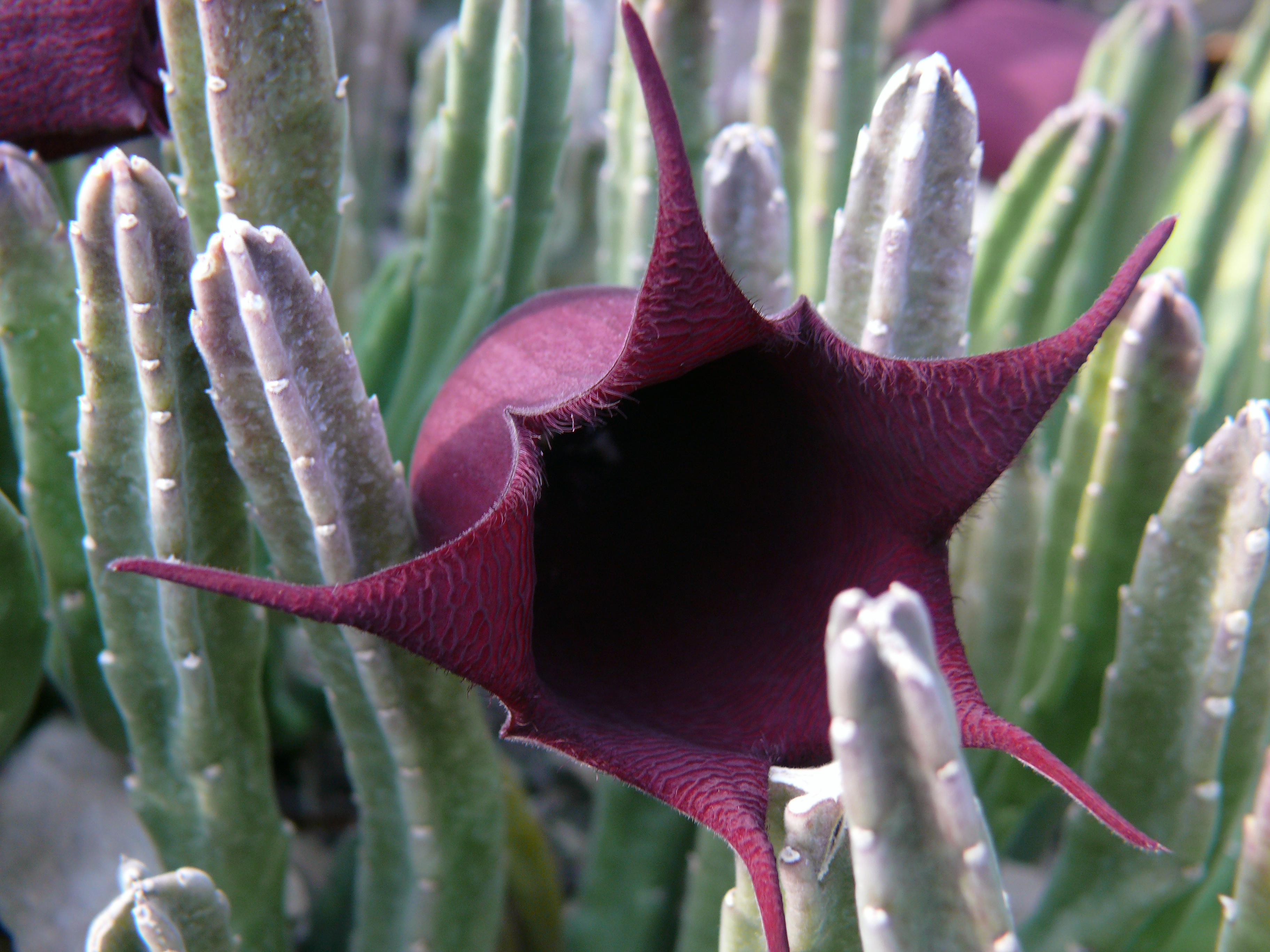
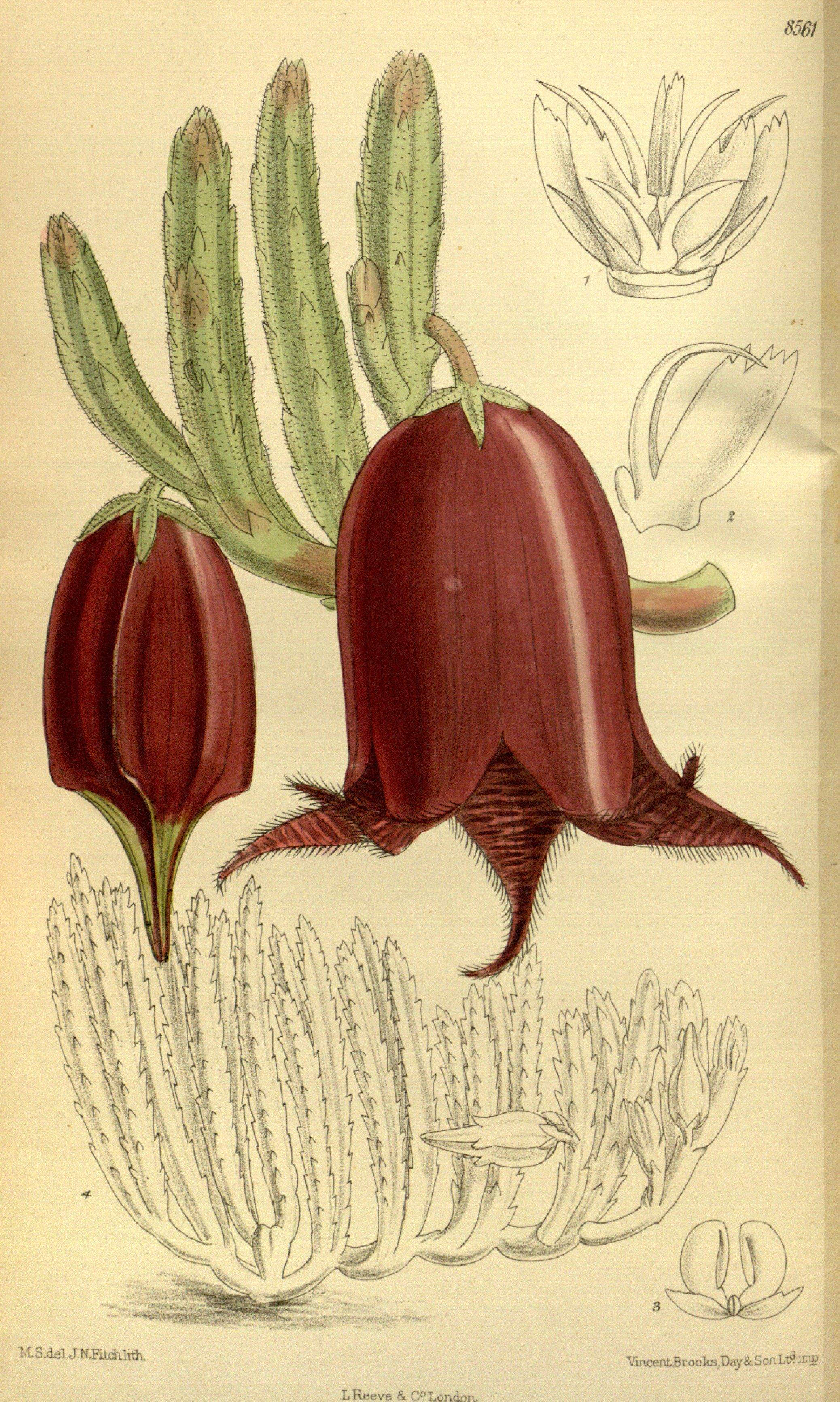
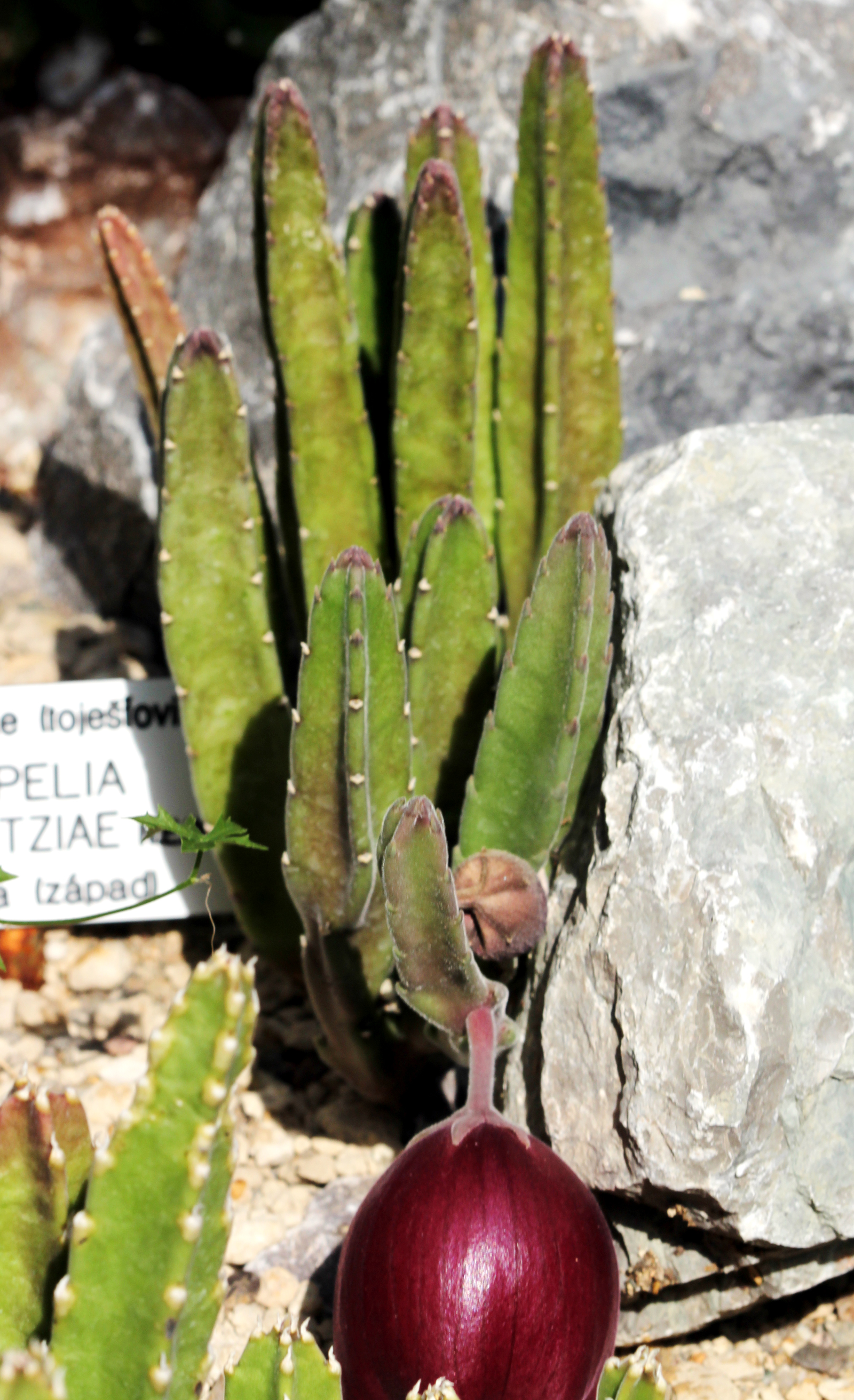